# British Empire and Commonwealth Games 1966
Die British Empire and Commonwealth Games 1966 waren die achte Ausgabe jener Veranstaltung, die heute unter dem Namen Commonwealth Games bekannt ist. Sie fanden vom 4. bis 13. August 1966 in der jamaikanischen Hauptstadt Kingston statt.
Ausgetragen wurden 110 Wettbewerbe in den Sportarten Badminton, Boxen, Fechten, Gewichtheben, Leichtathletik, Radfahren, Ringen, Schießen und Schwimmen (inkl. Wasserspringen). Es nahmen 1050 Sportler aus 34 Ländern teil. Hauptwettkampfort war der Independence Park.

## Teilnehmende Länder

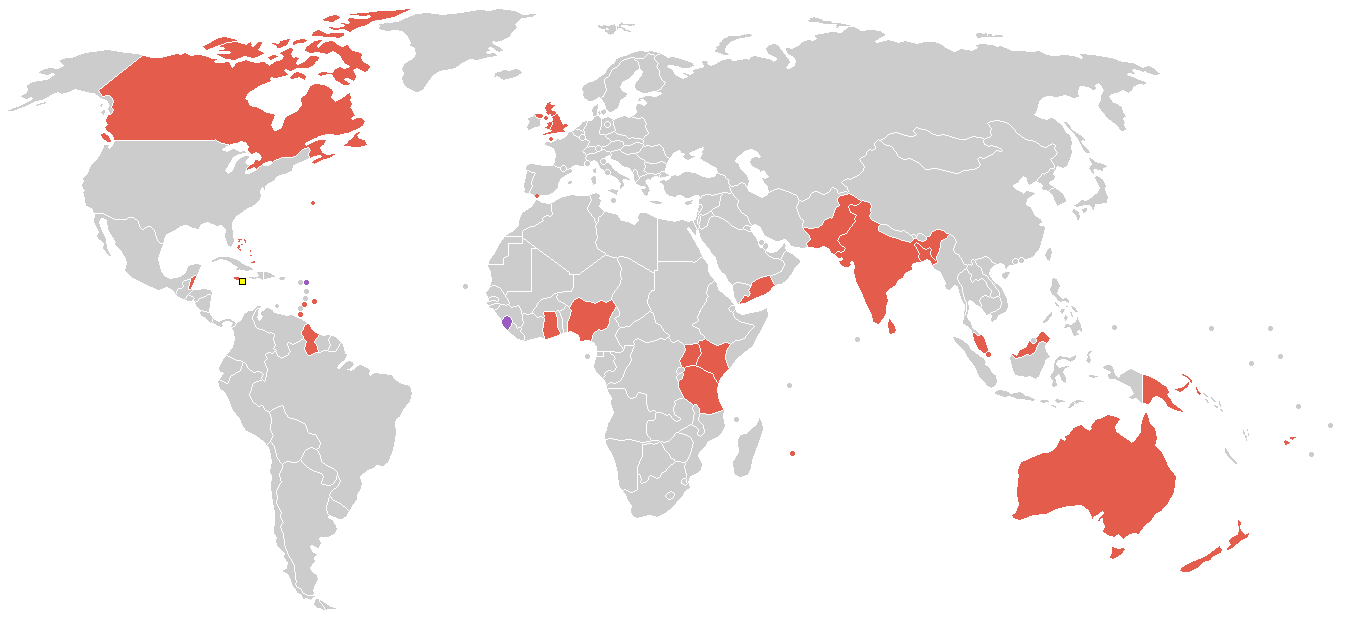
Teilnehmende Länder (violett: erstmalige Teilnahme)

- Antigua und Barbuda
- Australien
- Bahamas
- Barbados
- Bermuda
- Britisch Honduras
- Ceylon
- England
- Fidschi
- Ghana
- Gibraltar
- Guyana
- Indien
- Isle of Man
- Jamaika
- Jersey
- Kanada
- Kenia
- Malaysia
- Mauritius
- Neuseeland
- Nigeria
- Nordirland
- Pakistan
- Papua und Neuguinea
- Schottland
- Sierra Leone
- Singapur
- Südarabische Föderation
- St. Vincent und die Grenadinen
- Tansania
- Trinidad und Tobago
- Uganda
- Wales

## Sportarten
- Badminton
- Boxen
- Fechten
- Gewichtheben
- Leichtathletik
- Radsport
- Ringen
- Schießen
- Schwimmen
- Wasserspringen

## Medaillenspiegel
| Platz | Land                | Gold | Silber | Bronze | Gesamt |
| ----- | ------------------- | ---- | ------ | ------ | ------ |
| 1     | England             | 33   | 24     | 23     | 80     |
| 2     | Australien          | 23   | 28     | 22     | 73     |
| 3     | Kanada              | 14   | 20     | 23     | 57     |
| 4     | Neuseeland          | 8    | 5      | 13     | 26     |
| 5     | Ghana               | 5    | 2      | 2      | 9      |
| 5     | Trinidad und Tobago | 5    | 2      | 2      | 9      |
| 7     | Pakistan            | 4    | 1      | 4      | 9      |
| 8     | Kenia               | 4    | 1      | 3      | 8      |
| 9     | Indien              | 3    | 4      | 3      | 10     |
| 9     | Nigeria             | 3    | 4      | 3      | 10     |
| 11    | Wales               | 3    | 2      | 2      | 7      |
| 12    | Malaysia            | 3    | 2      | 1      | 6      |
| 13    | Schottland          | 1    | 4      | 4      | 9      |
| 14    | Nordirland          | 1    | 3      | 3      | 7      |
| 15    | Isle of Man         | 1    | -      | -      | 1      |
| 16    | Jamaika             | -    | 4      | 8      | 12     |
| 17    | Bahamas             | -    | 1      | -      | 1      |
| 17    | Bermuda             | -    | 1      | -      | 1      |
| 17    | Guyana              | -    | 1      | -      | 1      |
| 17    | Papua und Neuguinea | -    | 1      | -      | 1      |
| 21    | Uganda              | -    | -      | 3      | 3      |
| 22    | Barbados            | -    | -      | 1      | 1      |